# Toul
Toul is een vestingstad in het Franse departement Meurthe-et-Moselle, gelegen aan de rivier de Moezel. De gemeente telde 15.570 inwoners op 1 januari 2022. De plaats is de onderprefectuur van het arrondissement Toul.
Toul heeft een lange geschiedenis en als voormalige bisschopsstad bezit het een rijk religieus erfgoed. Toul was ook een vestingstad en het is de enige stad in Lotharingen met een intacte stadsomwalling.
Toul ligt in een wijnbouwgebied, de Côtes de Toul.

## Geschiedenis

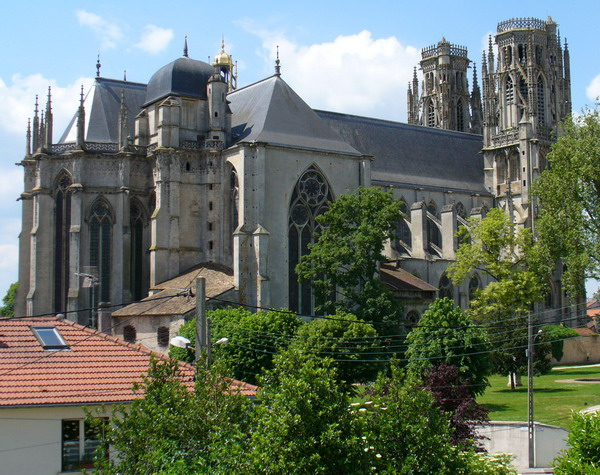
De Saint-Étienne-kathedraal in Toul

In de Keltische tijd was Toul de hoofdplaats van de Leuci. In de Gallo-Romeinse tijd stond de stad dan ook bekend als Tullum Leucorum. De Romeinse weg tussen Lyon en Trier liep door de stad. In de 3e en de 4e eeuw werd de stad ommuurd om haar te beschermen tegen invallen van Germanen. Rond 365 werd Toul een bisschopsstad.
In 612 werd koning Theudebert II van Austrasië bij Toul verslagen door de Bourgondische koning Theuderik II.
Door het Verdrag van Meerssen (870) kwam Toul in het Oost-Frankische Rijk te liggen. Vanaf 962 viel het onder het Heilige Roomse Rijk en werd het een Vrije Rijksstad. In de middeleeuwen kreeg de stad een nieuwe stadsmuur. Deze muur werd verbeterd en vergroot door bisschop Roger de Marcey in de 13e eeuw. Het moerassig gebied rond de Ingressin bood een bijkomende bescherming.
In 1552 werd de koning van Frankrijk Hendrik II soeverein vorst van de drie bisschopssteden Metz, Toul en Verdun. In 1648 werd dit nog eens bevestigd bij de Vrede van Westfalen. Tussen 1637 en 1658 zetelde het Parlement van Metz in Toul als gevolg van een conflict tussen het parlement en de Franse gouverneur van de provincie Trois Evêchés. Tussen 1699 en 1712 werd Toul uitgebouwd tot een vesting met bastions en drie stadspoorten (Porte de Metz, Porte de France en Porte de Moselle). Dit gebeurde naar plannen van Vauban.
Het begin van de 18e eeuw bracht welvaart voor Toul door de aanhechting van de rest van Lotharingen bij Frankrijk. Maar in 1777 verhuisde het bisdom van het oude, ingeslapen Toul naar het jonge en dynamische Nancy. Dit vormde een zware klap voor de stad.
Tijdens de Frans-Duitse Oorlog van 1870 werd Toul belegerd door Duitse troepen. Op 23 september van dat jaar begonnen de Duitsers rond 6 uur 's ochtends met een bombardement; om 3 uur 's middags gaven de Franse troepen in de vesting Toul zich over. Na de oorlog werden er forten op hoogten rond de stad gebouwd in het kader van het Séré de Rivières-systeem.
In de Eerste Wereldoorlog was Toul een belangrijke basis voor de Amerikaanse luchtmacht. Ook in de Tweede Wereldoorlog speelde Toul een rol voor de Amerikanen en was het de thuisbasis voor de 358th Fighter Group in de herfst van 1944 en het voorjaar van 1945. Na de oorlog diende Toul-Rosières Air Base als Amerikaanse NAVO-basis in de jaren 50 en 60.

## Bezienswaardigheden
- Saint-Étienne-kathedraal
- Collégiale Saint-Gengoult de Toul
- Omwalling met de stadspoorten
- Stadhuis, het voormalig bisschoppelijk paleis
- Musée d’Art et d’Histoire de Toul

## Geografie
De oppervlakte van Toul bedroeg op 1 januari 2022 30,59 vierkante kilometer; de bevolkingsdichtheid was toen 509 inwoners per km².
Toul ligt aan de samenvloeiing van de Ingressin en de Moezel.
De onderstaande kaart toont de ligging van Toul met de belangrijkste infrastructuur en aangrenzende gemeenten.

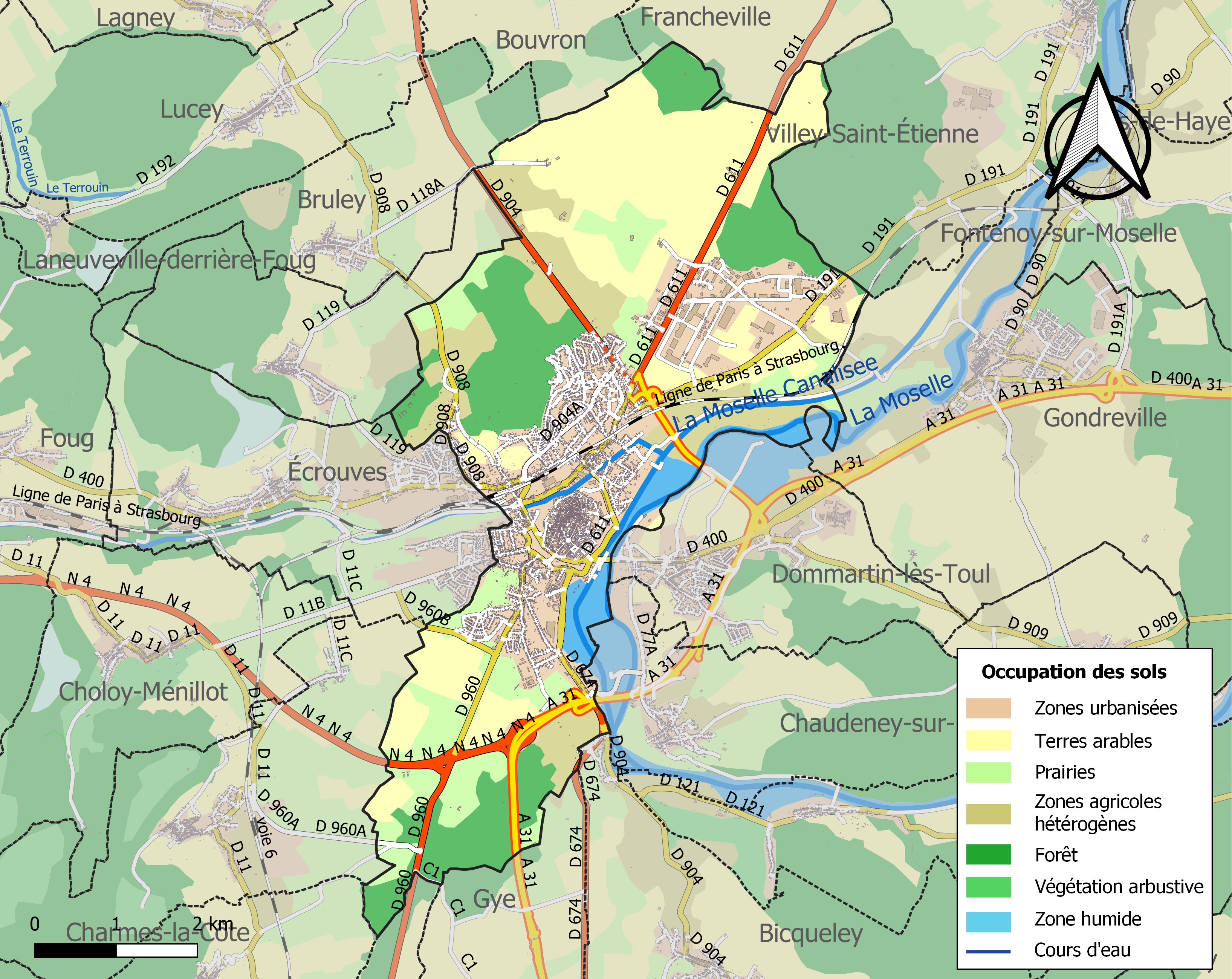

## Demografie
Onderstaande figuur toont het verloop van het inwonertal (bron: INSEE-tellingen).

## Verkeer en vervoer
Het Marne-Rijnkanaal loopt door de gemeente.
In de gemeente ligt spoorwegstation Toul.
De autosnelweg A31 loopt langs Toul.

## Geboren in Toul
- Laurent de Gouvion Saint-Cyr (1764-1830), militair
- Antoine Claude (1807-1880), agent en hoofd van de Staatsveiligheid
- Léonce Bernheim (1886-1944), ingenieur en advocaat
- Louis Majorelle (1859-1926), art-nouveau-meubelontwerper
- Pascal Lance (1964), wielrenner
- Youssef Aït Bennasser (1996), Marokkaans voetballer

Bicqueley · Charmes-la-Côte · Chaudeney-sur-Moselle · Choloy-Ménillot · Dommartin-lès-Toul · Domgermain · Écrouves · Foug · Gye · Laneuveville-derrière-Foug · Lay-Saint-Remy · Pagney-derrière-Barine · Pierre-la-Treiche · Toul · Villey-le-Sec